# Génye
Génye (szlovákul: Géňa) Léva városrésze Szlovákiában, a Nyitrai kerület Lévai járásában.

## Fekvése
Lévától 2 km-re délre, a Podluzsányi-patak mellett fekszik.

## Története
Helyén a 10. században magyar település volt, ezt bizonyítja az a 13 sírból álló honfoglalás kori családi temető, melyet határában 2005-ben tártak fel. Az egyik harcos mellett itáliai hadjáratból származó pénzérmék kerültek elő. Különösen gazdag volt az egyik női sír leletanyaga.
A pusztává vált település már a 18. században is Lévához tartozott.
Fényes Elek geográfiai szótórában: „Génye, puszta, Bars vmegyében, Léva fiókja 31 kath. lak. F. u. h. Eszterházy."
A trianoni békeszerződésig Bars vármegye Lévai járásához tartozott. 1938 és 1945 között újra Magyarország része.
A területén épült fel Léva 65 hektáros ipari parkja.